# Xysticus davidi
Xysticus davidi là một loài nhện trong họ Thomisidae.
Loài này thuộc chi Xysticus. Xysticus davidi được Ehrenfried Schenkel-Haas miêu tả năm 1963.